# Peter C. Gøtzsche
Peter Christian Gøtzsche (rojen 26. novembra 1949) je danski zdravnik, medicinski raziskovalec in nekdanji vodja nordijskega Cochrane centra iz Kopenhagna na Danskem. Je soustanovitelj raziskovalne organizacije Cochrane Collaboration, za katero je napisal številne kritike za to organizacijo. Njegovo članstvo v Cochraneu je upravni odbor ukinil 25. septembra 2018.  

## Življenjepis
Gøtzsche je leta 1968 končal gimnazijo Næstved, nato je študiral naravoslovje. Leta 1974 je diplomiral iz biologije in kemije  Kratek čas je delal kot učitelj. Leta 1975 se je zaposlil v farmacevtski industriji kot zastopnik za zdravila pri družbi Astra AB; nekaj mesecev pozneje je postal produktni vodja.  Leta 1977 se je Gøtzsche zaposlil pri Astra-Syntexu in bil odgovoren za klinična preskušanja. V podjetju Astra-Syntex je začel študirati medicino in leta 1984 diplomiral kot zdravnik 
Gøtzsche je po diplomi delal v bolnišnicah v Kopenhagnu in leta 1995 postal specialist interne medicine. Leta 1993 je skupaj s sirom Iainom Chalmersom in približno 80 drugimi raziskovalci ustanovil raziskovalno organizacijo The Cochrane Collaboration. Istega leta je ustanovil še Nordijski Cochrane Center. Leta 2010 je bil Gøtzsche imenovan za profesorja za načrtovanje in analize kliničnih raziskav na Univerzi v Kopenhagnu .  To profesorsko mesto je biło kasneje umaknjeno s strani univerze.  Leta 2017 je bil izvoljen za člana upravnega odbora organizacije Cochrane. Septembra 2018 je bil izključen iz Cochrane Collaboration. Leta 2019 je Gøtzsche ustanovil nov Inštitut za znanstveno svobodo, katerega cilj je "ohraniti poštenost in integriteto v znanosti". 

## Raziskovanja in ocene
Med njegovimi raziskovalnimi ugotovitvami je tudi ta, da ima placebo presenetljivo majhen učinek    in da se v mnogih meta-analizah pojavljajo napake pri pridobivanju podatkov.  Gøtzsche in njegovi soavtorji so bili kritični do raziskovalnih metod in interpretacij drugih znanstvenikov, npr. v meta-analizah placeba.  
Gøtzsche je komentiral metaanalize  in uredniško neodvisnost medicinskih revij.  Pisal je o vprašanjih glede medicinskega pisanja v senci, njegovo stališče je, da je to znanstveno napačno ravnanje.  Kritiziral je tudi široko uporabo antidepresivov SSRI. 

### Kritika mamografskega presejanja
Gøtzsche je v svoji kritiki presejanja raka dojk z mamografijo trdil, da ga ni mogoče upravičiti; njegove trditve so povzročile polemike.  Njegova kritika izhaja iz meta-analize, ki jo je opravil na mamografskih presejalnih študijah in jo objavil z naslovom Ali je presejanje raka dojke z mamografijo upravičeno? v reviji The Lancet leta 2000.  V njej je zavrgel 6 od 8 študij in trdil, da je bila njihova randomizacija neustrezna.
Leta 2006 je bil Gøtzschejev članek o mamografskem presejanju elektronsko objavljen v European Journal of Cancer pred tiskom.  Revija je kasneje članek v celoti odstranila s svoje spletne strani, ne da bi ga uradno umaknila.  Prispevek je bil pozneje objavljen v Danish Medical Bulletin s kratko opombo urednika , Gøtzsche in njegovi soavtorji pa so komentirali enostranski umik, v katerega avtorji niso bili vključeni. 
Leta 2012 je izšla njegova knjiga Mammography Screening: Truth, Lies and Controversy .  Leta 2013 je izšla njegova knjiga Deadly Medicines and Organized Crime: How Big Pharma Has Corrupted Healthcare , ki je leta 2109 izšla tudi v slovenščini pod naslovom Smrtonosna zdravila in organizirani kriminal.

### Kritika ocen cepiva proti HPV
Evropska agencija za zdravila (EMA)  je bila na zahtevo danske agencije za zdravje in zdravila zadolžena za pregled podatkov o uporabi cepiv proti HPV pri ženskah in morebitnem pojavu redkih neželenih učinkov, in sicer kompleksnega regionalnega bolečinskega sindroma (CRPS) in posturalne ortostatske tahikardije. sindrom (POTS). EMA je izdala poročilo novembra 2015 in ni ugotovila obstoja vzročne povezave.   Louise Brinth, danska zdravnica, ki je objavila opazovalne študije o POTS, je pozneje poročilo EMA kritizirala v podrobnem ugovoru. Gøtzsche jo je podprl in maja 2018 izdal uradno pritožbo pri EMA na njihovo poročilo 
Gøtzsche et al. so odkrili tudi napake v Cochranovem pregledu cepiva proti HPV iz leta 2018.  Pregled je cepivo ocenil kot učinkovito in ni ugotovil povečanega tveganja za resne neželene učinke. 

## Izgon iz Cochrana
Gøtzsche, ki je bil leta 2017 izvoljen v upravni odbor,  je bil septembra 2018 na letnem srečanju v Edinburghu na Škotskem po glasovanju 13-članskega odbora s 6 proti 5 izključen iz odbora in organizacije. Upravni odbor je 26. septembra izrekel ukrep in izključil Gøtzscheja zaradi "stalnega, doslednega vzorca motečega in neprimernega vedenja ..., ki se je dogajalo več let, kar je spodkopalo to kulturo in škodovalo delu, ugledu in članom dobrodelne organizacije ." 
Gøtzsche, ki je kritičen do farmacevtske industrije in njenega vpliva na medicino, je izrazil zaskrbljenost zaradi "naraščajoče avtoritarne kulture od zgoraj navzdol in vse bolj komercialnega poslovnega modela" v Cochranu, ki "ogrožata znanstvene, moralne in socialne cilje organizacije. "  Izjavil je, da "Cochrane ne izpolnjuje več svojih temeljnih vrednot sodelovanja, odprtosti, preglednosti, odgovornosti, demokracije in držanja industrije zdravil na dosegu roke."  Po izključitvi so štirje člani odbora odstopili, dva pa sta morala oditi, da bi vzpostavili ravnovesje med imenovanimi in izvoljenimi člani, kar je organizacijo pahnilo v kaos. 
Gerd Antes iz Cochrane Deutschland je situacijo interpretiral kot "krizo upravljanja" in pozval k "strogi usmeritvi k ciljem in temeljnim načelom Cochrane", pri čemer je kot najpomembnejše navedel "znanstveno strogost, znanje z minimalno pristranskostjo, maksimalno zaupanje in dosledno zaščito pred vplivom interesov na dokaze".

## Knjige
- Peter C. Gøtzsche; Henrik R. Wulff (2007). Rational Diagnosis and Treatment: Evidence-based Clinical Decision-making (4th izd.). John Wiley & Sons. ISBN 9780470723685.
- Peter C. Gøtzsche (2012). Mammography Screening: Truth, Lies and Controversy. Radcliffe Publishing. ISBN 9781846195853.
- Peter C. Gøtzsche (2013). Deadly Medicines and Organised Crime: How Big Pharma Has Corrupted Healthcare. Taylor & Francis. ISBN 9781846198847.
- Peter C. Gøtzsche (2015). Deadly Psychiatry and Organised Denial. People's Press. ISBN 978-87-7159-623-6.
- Peter C. Gøtzsche (2019). Death of a whistleblower and Cochrane's moral collapse. People's Press. ASIN B07N927GXC.
- Peter C. Gøtzsche (2019). Survival in an Overmedicated World: Look Up the Evidence Yourself. People's Press. ASIN B07R5TPV9C.
- Peter C. Gøtzsche (2020). Vaccines: Truth, Lies and Controversy. People's Press. ASIN B0848FPKNP.
- Peter C. Gøtzsche (2020). Mental Health Survival Kit and Withdrawal from Psychiatric Drugs. People's Press. ASIN B08HM7QGFZ.

## Poročila
- Peter C. Gøtzsche (14. december 2012). Corporate crime in the pharmaceutical industry is common, serious and repetitive (PDF) (poročilo). Nordic Cochrane Centre. Arhivirano iz prvotnega spletišča (PDF) dne 24. januarja 2013. Pridobljeno 4. junija 2014.
  - Short version of the above: Gotzsche, P. C. (2012). »Big pharma often commits corporate crime, and this must be stopped«. BMJ. 345 (dec14 3): e8462. doi:10.1136/bmj.e8462. PMID 23241451."Big pharma often commits corporate crime, and this must be stopped". BMJ. 345 (dec14 3): e8462. doi:10.1136/bmj.e8462. PMID 23241451. S2CID 29898648.